# Acquire
Acquire Corp. (株式会社アクワイア Kabushikigaisha Akuwaia?) es una empresa japonesa desarrolladora de videojuegos y distribuidora, mayormente conocida por Tenchu y la saga Way of the Samurai. Acquire fue fundada el 6 de diciembre de 1994, y en 1998 desarrolló Tenchu: Stealth Assassins para PlayStation, el cual se convirtió en franquicia. El desarrollador impulsó un enfoque más sandbox para el diseño de niveles, lo cual encontró su propio camino en otros títulos de Acquire, como Way of the Samurai o Shinobido: La Senda del Ninja.. En 2011, la compañía fue adquirida por GungHo Online Entertainment. Acquire codesarrolló Octopath Traveller junto a Square Enix, siendo lanzado en 2018. Acquire fue elegida como compañera de desarrollo para videojuegos, basado en su afinidad con el pixel-art y su trabajo previo con la saga de videojuegos What Did I Do to Deserve This, My Lord?. Acquire desarrolló Katana Kami: A Way of the Samurai Story, que se lanzó en 2020, luego de la cancelación de una quinta entrega de Way of the Samurai.

## Juegos desarrollados
| Year | Title                                       | Platform(s)                                                       | Notes                                               |
| ---- | ------------------------------------------- | ----------------------------------------------------------------- | --------------------------------------------------- |
| 1998 | Tenchu: Stealth Assassins                   | PlayStation                                                       |                                                     |
| 2000 | Tenchu 2: Birth of the Stealth Assassins    | PlayStation                                                       |                                                     |
| 2002 | Way of the Samurai                          | PlayStation 2, PlayStation Portable                               |                                                     |
| 2003 | Way of the Samurai 2                        | PlayStation 2, PlayStation Portable                               |                                                     |
| 2005 | Samurai Western                             | PlayStation 2                                                     |                                                     |
| 2005 | Shinobido: Way of the Ninja                 | PlayStation 2                                                     |                                                     |
| 2005 | Shinobido: Tales of the Ninja               | PlayStation Portable                                              |                                                     |
| 2006 | Kamiwaza                                    | PlayStation 2                                                     |                                                     |
| 2007 | What Did I Do to Deserve This, My Lord?     | PlayStation Portable                                              |                                                     |
| 2008 | Class of Heroes                             | PlayStation Portable                                              |                                                     |
| 2008 | What Did I Do To Deserve This, My Lord? 2   | PlayStation Portable                                              |                                                     |
| 2008 | Way of the Samurai 3                        | PlayStation 3, Xbox 360, Microsoft Windows                        |                                                     |
| 2009 | Tenchu: Shadow Assassins                    | Wii, PlayStation Portable                                         |                                                     |
| 2010 | Patchwork Heroes                            | PlayStation Portable                                              |                                                     |
| 2010 | No Heroes Allowed!                          | PlayStation Portable                                              |                                                     |
| 2011 | Way of the Samurai 4                        | PlayStation 3, Microsoft Windows                                  |                                                     |
| 2011 | Clan of Champions                           | Microsoft Windows, PlayStation 3                                  |                                                     |
| 2011 | Akiba's Trip                                | PlayStation Portable                                              |                                                     |
| 2011 | Wizardry: Labyrinth of Lost Souls           | PlayStation 3, PlayStation Vita, iOS, Microsoft Windows           |                                                     |
| 2011 | Shinobido 2: Revenge of Zen                 | PlayStation Vita                                                  |                                                     |
| 2012 | <i id="mw2A">Orgarythm</i>                  | PlayStation Vita, Android                                         | Codesarrollado con Neilo                            |
| 2012 | Sumioni: Demon Arts                         | PlayStation Vita, Android                                         |                                                     |
| 2013 | Mind Zero                                   | PlayStation Vita, Microsoft Windows                               | Codesarrollado con ZeroDiv                          |
| 2013 | Divine Gate                                 | iOS, Android                                                      |                                                     |
| 2013 | Rain                                        | PlayStation 3                                                     | Codesarrollado con Japan Studio                     |
| 2013 | Akiba's Trip: Undead & Undressed            | PlayStation 3, PlayStation 4, PlayStation Vita, Microsoft Windows |                                                     |
| 2013 | No Heroes Allowed: No Puzzles Either!       | PlayStation Vita                                                  |                                                     |
| 2014 | Fort Raiders SMAAASH!                       | iOS, Android                                                      |                                                     |
| 2015 | Aegis of Earth: Protonovus Assault          | PlayStation 3, PlayStation 4, PlayStation Vita, Microsoft Windows |                                                     |
| 2016 | Akiba's Trip Festa!                         | Android                                                           | Codesarrollado con DMM Games                        |
| 2016 | Akiba's Beat                                | PlayStation 4, PlayStation Vita                                   |                                                     |
| 2017 | No Heroes Allowed! VR                       | PlayStation 4                                                     |                                                     |
| 2018 | Octopath Traveler                           | Nintendo Switch, Microsoft Windows, Stadia, Xbox One              | Codesarrollado con Square Enix Business Division 11 |
| 2020 | Katana Kami: A Way of the Samurai Story     | PlayStation 4, Nintendo Switch, Microsoft Windows                 |                                                     |
| 2021 | Labyrinth of Zangetsu                       | PlayStation 4, Nintendo Switch, Microsoft Windows                 | [ 6 ]                                               |
| 2022 | Adventure Academia: The Fractured Continent | PlayStation 4, Nintendo Switch, Microsoft Windows                 |                                                     |
| 2023 | Octopath Traveler II                        | Nintendo Switch, Microsoft Windows, PlayStation 4, PlayStation 5  | Codesarrollado con Enix Business Division 11        |
| 2024 | Mario & Luigi: Brothership                  | Nintendo Switch                                                   |                                                     |